# 1955 في البرتغال
فيما يلي قوائم الأحداث التي وقعت خلال عام 1955 في البرتغال.

## رياضة
- الدوري البرتغالي الممتاز 1955-56 الفائز نادي بورتو.

## مواليد

### يناير
- 1 يناير – جواو باولو بورغز كويلو
- 16 يناير – أنتونيو فراسكو لاعب كرة قدم.

### فبراير
- 1 فبراير – أوغوستو إيناسيو لاعب كرة قدم برتغالي.
- 11 فبراير – أنطونيو جيسوس بيريرا

### مارس
- 15 مارس – أرتور سواريس كوريا لاعب كرة قدم برتغالي.

### يونيو
- 20 يونيو – أنطونيو أمارال
- 30 يونيو – لويس سانتوس

### يوليو
- 25 يوليو – ميغيل إستيفيز كاردوسو

### أغسطس
- 29 أغسطس – فرنسيسكو لوبيز سياسي برتغالي.

### سبتمبر
- 29 سبتمبر – أوريكو غوميز

### ديسمبر
- 4 ديسمبر – مانويل ماتشادو
- 6 ديسمبر – إدواردو لويس لاعب كرة قدم.

## وفيات

### يونيو
- 9 يونيو – ألفيس دوس ريس (مواليد 1896) رائد أعمال برتغالي.
- 27 يونيو – أرتور سانتوس (مواليد 1884)

### أغسطس
- 5 أغسطس – كارمن ميرندا (مواليد 1909)

### ديسمبر
- 13 ديسمبر – إيغاس مونيز (مواليد 1874) جراح أعصاب برتغالي.